# Irakere
Gli Irakere sono una band cubana di jazz, fondata nel 1973 dal direttore musicale e compositore Armando de Sequeira Romeu e dal pianista Chucho Valdés.

## Origini
Il termine irakere significa "foresta" -nel senso di “foresta originaria"- in lingua yoruba (per la precisione in “lucumì” che è la trasformazione/semplificazione dello yoruba avvenuta durante i secoli di permanenza degli schiavi neri a Cuba).
Il gruppo Irakere nacque nel 1973 dalla necessità di espressione  dei più giovani e talentuosi musicisti dell'isola, i quali seppero unire la musica Jazz americana con i potenti ritmi cubani dando vita a un nuovo e particolare fenomeno, che cambiò per sempre il corso della musica popolare cubana.

## Il gruppo
La composizione musicale ruota attorno a un numero sette di artisti: il gruppo Irakere, che ne contiene sei, e Chucho Valdès. La storia del gruppo vide succedersi decine di personaggi, molti dei quali noti e importanti nell'ambiente jazz come Paquito D'Rivera o Arturo Sandoval. 
Gli strumenti maggiormente utilizzati, che rendono questo tipo di Jazz molto particolare, sono i seguenti: clavi, tamburi batà, strumenti abakuà, tamburi ararà, gli chekeré, erikundi, maracas e tamburi bongo.

## Irakere oggi
Sebbene l'apice del successo sia stato raggiunto negli anni '80, il gruppo oggi continua ad esistere e a produrre musica unica nell'ambiente jazz. Sono ancora molti i volti storici rimasti come il grande Carlos del Puerto o il batterista Enrique Pla. Al centro di tutto resta Chucho Valdès che continua a comporre musica, anche come solista, e a guidare il gruppo sempre pronto a offrire opportunità a volti nuovi e a giovani talenti.

## Discografia
- 1974: Teatro Amadeo Roldán – Recital. Areíto LD-3420
- 1976: Grupo Irakere. Areíto LD-3660 (issued as Chekere in Finland; CULP-7)
- 1978: Musica cubana contemporanea. Areíto LD-3726
- 1978: Leo Brouwer / Irakere. Areíto LD-3769
- 1979: Grupo Irakere. Areíto LD-3926
- 1979: Irakere. Columbia/CBS JC-35655. Areíto LD-3769
- 1979: Chekere-son. LD-3660
- 1979: The Best of Irakere. Columbia/Legacy CD 57719
- 1980: Irakere II Columbia/CBS JC-36107. Areito/Integra EG-13047
- 1980: El Coco
- 1980: Cuba Libre (2010 CD reissue on Far Out Recordings)
- 1981: Live in Sweden
- 1981: Para bailar son
- 1982: Volume VI. Areíto LD-4018
- 1983: Calzada Del Cerro. Areíto LD-4053
- 1983: Orquesta sinfónica nacional; La colección v. VIII. Areíto LD-4139
- 1985: Bailando así; La colección Volume IX. Areíto LD-4186
- 1985: Tierra En Trance; La colección v. X. Areíto LD-4224
- 1985: Quince minutos; La colección v. XI. Areíto LD-4267
- 1986: Catalina
- 1987: Live at Ronnie Scott's. The Legendary Irakere in London
- 1987: Misa Negra. Messidor CD
- 1989: Homenaje a Beny Moré
- 1991: Great Moments
- 1991: Felicidad
- 1995: Bailando Así
- 1996: !Afrocubanismo Live! Chucho Valdés and Irakere. Bembe CD 2012-2
- 1997: Babalú Ayé. Bembe CD 2020-2
- 1998: From Havana With Love West Wind CD 2223 (live a Belgrado, 1978)
- 1999: Indestructible
- 1999: Yemayá. Blue Note CD
- 2001: Pare Cochero

## Curiosità
Nel 2002 il brano Anunga Nunga, uno dei capolavori del gruppo, compare in una delle radio (Espantoso) ascoltabili nel videogioco prodotto dalla Rockstar Grand Theft Auto: Vice City che viene però registrato nel libretto di gioco col titolo errato Aguanile, altro brano degli Irakere.